# 朱蘊鈐
崇陽王朱蘊鈐（？—17世紀），明朝宗室、南明軍事人物。

## 生平
朱蘊鈐是崇陽王朱顯休的後裔，曾祖父因罪自盡，削除封國，他則在隆武元年（1645年）襲封崇陽王。次年（1646年）八月，閔士英等人奉他起兵攻打徽州失敗；永曆二年（1648年）二月，他又率領苗兵十二營收復黎平，遭陳友龍打敗，各營潰散，只有興化土司迎接奉國將軍朱煇奎入寨，以一千兵馬拒守。土寨失陷，朱煇奎被殺。朱蘊鈐在永曆十一年（1657年）二月和總兵李盛功在雲興投降清朝。

## 引用
1. 1 2  錢海岳《南明史·卷二十七·列傳第三》：崇陽王蘊鈐，崇陽王顯休曾孫，太祖九世孫。顯休以罪自盡，國除。隆武元年十一月襲封。八年〔二年〕八月，閔士英等奉之起兵攻徽州，敗績。永曆二年二月，率苗兵十二營復黎平，為陳友龍所敗。諸營俱潰，獨興化土司迎奉國將軍煇奎入寨，以兵千人拒守。寨陷，煇奎死。
2. ↑  錢海岳《南明史·卷二十七·列傳第三》：蘊鈐於十一年二月，與總兵李盛功，自雲興降於清。